# May (film)
May är en amerikansk skräckfilm från 2002 i regi av Lucky McKee, med Angela Bettis, Jeremy Sisto, Anna Faris och James Duval i rollerna.

## Handling
May hade en svår uppväxt. Hon hade problem med synen och blev därför utfryst och mobbad av de andra barnen i skolan. Hennes enda vän var en konstig docka som hon fått av sin mamma på sin födelsedag.
Hon påverkas av sin uppväxt även som vuxen. Hon har kvar dockan och pratar med den, precis som om den vore en levande person. Hon arbetar som veterinär och har svårt att få kontakt med sin omgivning. Men sen träffar hon mekanikern Adam, som hon blir förälskad i. De inleder ett förhållande, men Mays märkliga och bisarra beteende skrämmer bort Adam.
Då är May plötsligt ensam med sin gamla docka igen. Dockan går sönder av en olyckshändelse och May bestämmer sig för att göra en ny – med delar av människor!